# Edmund Goulding
Edmund Goulding (ur. 20 marca 1891 w Feltham, zm. 24 grudnia 1959 w Los Angeles) – angielski reżyser i scenarzysta.
Zanim związał się z filmem i przybył do Hollywood był aktorem, scenarzystą i reżyserem teatralnym na scenach Londynu. Tworzył także teksty piosenek i komponował muzykę. Największy sukces przyniósł mu film Ludzie w hotelu z 1932 z udziałem Grety Garbo i Joan Crawford, który był nagrodzony Oscarem dla najlepszego filmu. Sam Goulding Oscara nigdy nie otrzymał.
Zmarł podczas operacji serca w szpitalu w Los Angeles.

## Wybrana filmografia
Reżyseria:
- Paryż (1926)
- Kobiety kochają diamenty (1927)
- Anna Karenina (1927)
- Królowa Kelly (1929)
- Intruz (1929)
- Diabelskie wakacje (1930)
- Aniołowie piekieł (1930; jeden z reżyserów)
- Ludzie w hotelu (1932)
- Piętno przeszłości (1937; inny polski tytuł – Pewna kobieta)
- Patrol o świcie (1938; inny polski tytuł – Patrol bohaterów)
- Stara panna (1939)
- Mroczne zwycięstwo (1940)
- Wielkie kłamstwo (1941)
- Wierna nimfa (1943)
- W niwoli uczuć (1946)
- Ostrze brzytwy (1946)
- Uprzejmie informujemy, że nie są państwo małżeństwem (1952)

aktor
- Three Live Ghosts (1922)